# Ettington
Ettington är en ort och civil parish i Storbritannien.   Den ligger i grevskapet Warwickshire och riksdelen England, i den södra delen av landet, 120 km nordväst om huvudstaden London. Ettington ligger 115 meter över havet och antalet invånare är 1 171.
Terrängen runt Ettington är platt. Runt Ettington är det ganska tätbefolkat, med 116 invånare per kvadratkilometer. Närmaste större samhälle är Royal Leamington Spa, 19,0 km norr om Ettington. Trakten runt Ettington består till största delen av jordbruksmark.